# Love Is a Camera
«Love is a Camera» (с англ. — «Любовь — это фотокамера») — песня британской певицы Софи Эллис-Бекстор из её пятого альбома Wanderlust (2014). Эллис-Бекстор написала песню вместе с Эдом Харкортом, который также спродюсировал трек. Текст песни рассказывают историю женщины, которая фотографирует своих жертв и хранит их души в фотографиях. Музыкальная композиция включает в себя партии фортепиано, гитары, контрабаса, в целом смешение танго и барокко. Песня была выпущена в качестве третьего сингла с альбома 23 июня 2014 года.
Песня получила неоднозначные, но в основном положительные, отзывы музыкальных критиков. Для съёмок видеоклипа была приглашена Софи Мюллер; съёмочный процесс проходил в итальянском городе Флоренция. По сюжету Эллис-Бекстор олицетворяет двух персонажей, одна из которых является «соблазнительницей», а другая — ничего не подозревающей женщиной.
Существует оркестровая версия песни, которая вошла в сборник Софи The Song Diaries (2019).

## Чарты
| Чарты (2014)                      | Пиковая позиция |
| --------------------------------- | --------------- |
| Великобритания (Radiomonitor)     | 32              |
| Великобритания (UK Indie Singles) | 32              |